# Конфедерация Бартолины Сисы
Национальная конфедерация крестьянских коренных женщин Боливии имени Бартолины Сисы (исп. Confederación Nacional de Mujeres Campesinas Indígenas Originarias de Bolivia “Bartolina Sisa”; CNMCIOB-BS; неофициально — Bartolina Sisas) — основная профсоюзная организация крестьянок Боливии с самым большим в стране членством среди женских организаций. В организацию входят 26 групп, 12 из них национальные и пять представляют коренные народы.
Организация была основана как Национальная федерация крестьянок Боливии имени Бартолины Сисы в январе 1980 года, вскоре после протестов 1979 года против переворота полковника Альберто Натуша. Была основана вскоре после Единой профсоюзной конфедерации сельских трудящихся Боливии (Объединённой профсоюзной конфедерации сельскохозяйственных трудящихся Боливии, CSUTCB). Членами-основателями были Люсила Мехия де Моралес (первый исполнительный директор), Ирма Гарсия, Исабель Хуаникина и Исабель Ортега.
Названа в честь Бартолины Сисы — крестьянской предводительницы восстания аймара в XVIII века и жены Тупака Катари, что отражает сильное влияние катаристского движения в крестьянской политике. Нынешнее название было принято на Органическом конгрессе организации 29-30 ноября 2008 года, в ходе которого организация была переопределена как конфедерация и заимствована фраза Campesinas Indígenas Originarias из текста новой конституции Боливии.
Основные цели организации заключаются в организации и содействии участию женщин в жизни страны. Они достигают их, предоставляя женщинам из числа коренных народов возможность принимать политические, экономические, культурные и социальные решения; объединяя политические, культурные и социальные прав крестьянок в единую систему, а также содействуя экономическому развитию на основе традиционных сельскохозяйственных знаний коренных народов. Благодаря этой работе их конечной миссией является деколонизация женщин и поощрение их равноправного и значимого участия в протестах.
Изначально организация действовала как составляющая CSUTCB (ведущего крестьянского профсоюзного центра страны). На ранних этапах на ней отображалось влияние Революционного движение имени Тупака Катари, Революционного националистического движения левых сил (MNRI), Массового крестьянского движения (MCB) и других партий, однако в 1990-х годах ею был взят курс на создание политического инструмента, представляющего интересы коренных народов, и включение их в политику через создаваемую партию «Движение к социализму».
С 2000-х Конфедерация Бартолины Сисы является членом Пакта единства Боливии и Национальной координации перемен, а также учредительной организации партии «Движение к социализму». Её члены входили в кабинет президента Эво Моралеса. А Сильвия Ласарте, избранная исполнительным секретарем национального уровня на 8-м национальном конгрессе в апреле 1999 года, возглавляла Учредительное собрание (2006—2008). Ныне это один из наиболее организованных и представительных секторов социальных движений в стране.